# John I. G. Cadogan
Sir John Ivan George Cadogan (* 8. Oktober 1930 in Pembrey, Carmanthenshire (Wales); † 9. Februar 2020) war ein britischer Chemiker.

## Leben
John I. G. Cadogan wurde 1930 im walisischen Pembrey geboren. Er besuchte die Swansea Grammar School und anschließend das King’s College London, wo er seine Ausbildung mit Auszeichnung abschloss und für die Millar Thomson Auszeichnung und den Samuel Smiles Preis nominiert war. Nach seinem Wehrdienst als ein Forschungsmitglied des Chemical Defence Establishment Porton Down, kehrte er mit einem Lehrauftrag der Chemie an das King’s College zurück. Mit 32 Jahren wurde er Professor der Chemie an der University of St Andrews. Sechs Jahre später wurde er zusätzlich Professor der organischen Chemie an der University of Edinburgh. Im Jahre 1979 wurde John I. G. Cadogan wissenschaftlicher Leiter der British Petroleum Company (BP). Von 1981 bis 1992 war er anschließend der erste, weltweite Direktor der Forschung. Ar diente zusätzlich als Direktor der BP Chemicals International, der BP Gas International, der BP Venezuela, dem BP Solar International, dem Kaldair International, dem BP Advanced Composites, der BP Vencap, dem BP Ventures und dem BP Innovation Centre.
Während seiner Zeiten bei BP führte er eine unabhängige Forschungsgruppe im Department of Chemistry an der University of Edinburgh an.
John I. G. Cadogan war grundsätzlich an der Popularisierung der Wissenschaft interessiert. Er hat vor über 10.000 Schulkindern Vorlesungen und viele weitere Vorträge übers Fernsehen gehalten. Er war außerdem bei der ersten live-Fernsehsendung von London nach Neuseeland beteiligt. Zusätzlich war er Mitglied der Salters' Company und Direktor des Salter's Institute, welches gemeinnützige Arbeit leistet, um Chemie und Technik zu vermitteln.

## Forschung
John I. G. Cadogan forschte in organischen Reaktionsmechanismen. Besonders Reaktionen mit kurzer Kontaktzeit, die organische Prosphorchemie und heterocyclische Synthesen waren sein Spezialgebiet. Aber auch reaktive Zwischenprodukte – wie Radikale, Nitrene und Arene – gehörten zu seinem Forschungsgebiet. Nach ihm ist die Cadogan-Sundberg-Indolsynthese benannt.

## Positionen und Mitgliedschaften
John I. G. Cadogan war Mitglied des Higher Education Funding Councils in England. Von 1991 bis 1993 war er Mitglied der Royal Commission on Criminal Justice, wo er naturwissenschaftliche Vorteile verfolgte. Eine wichtige und große Veränderung war dabei die Verwendung der DNA-Analyse. Anschließend war Cadogan von 1994 bis 1998 der erste Direktor des Forschungsrates des Office of Science and Technology.
Zusätzlich war er von 1993 bis 2000 Mitglied des Board of Governors des European Union Joint Research Centre und diente als Vizepräsident der Royal Society of Edinburgh und der Royal Institution. Zwei Mal war er außerdem Mitglied des Council of the Royal Society. Er war Vorsitzender des Science Research Council's Chemistry Committee, Mitglied des Science and Engineering Research Council und Vorsitzender des Science Board. Weiterhin war John I. G. Cadogan Mitglied des Higher Education Council for Wales, Vorsitzer der vorliegenden Forschungsgruppe, Altpräsident der Royal Society of Chemistry und Leiter des Defence Scientific Advisory Council für 8 Jahre. Anschließend leitete Cadogan das Defence Nuclear Safety Committee – ebenfalls für acht Jahre. Außerdem war Cadogan Mitglied des Gremiums des Royal College of Defence Studies und des Council of the Royal College of Military Science. Von 1979 bis 2002 war er Professor der Chemie am Imperial College in London und von 1979 bis 2007 Professor der Chemie an der University of Wales in Swansea. Cadogan war auch bis 2006 naturwissenschaftlicher Polizeiberater der Science Foundation in Irland. Zusätzlich war er von 1994 bis 1998 der erste Direktor des Forschungsrates des Office of Science and Technology, Vorlesungspräsident der Learned Society of Wales und Vorsitzender bei Fusion Antibodies Ltd. Seit 2004 war er Investor und Leiter der DNA Research Innovations Ltd.

## Auszeichnungen
John I. G. Cadogan wurde für sein ehrenamtliches Doktorat an den Universitäten St Andrews, Edinburgh, Stirling, Aberdeen, Wales, Aix-Marseille, Cranfield, Durham, Glamorgan, Leicester, London, Nottingham, Nottingham Trent, Sunderland, und Wales ausgezeichnet. Außerdem wurde er für seine ehrenamtliche Mitgliedschaft an der University of Swansea, der University of Cardiff, dem King’s College, dem Imperial College und der Swansea Metropolitan University ausgezeichnet. Zusätzlich bekam Cadogan eine Auszeichnung für seine Mitgliedschaft bei der Royal Society of Chemistry, welche ihn im Jahre 2010 zum Lord Lewis Preis nominierte. Am 14. Februar 1991 wurde Cadogan als Knight Bachelor geadelt.
John I. G. Cadogan wurde in seiner Forschung für die Corday-Morgan-Medaille und dem Preis der Chemical Society nominiert. Außerdem empfing er die Meldola-Medaille von dem Royal Institute of Chemistry und den Tilden and Pedler Lectureships of the Royal Society of Chemistry. Im Jahre 2001 bekam er die Society of Chemical Industry’s Medaille und im Jahre 2012 war Cadogan für die Royal Medal of the Royal Society of Edinburgh für seine Forschung nominiert.